# برايان كيني (عسكري)
برايان كيني (بالإنجليزية: Brian Kenny)‏ هو عسكري بريطاني، ولد في 18 يونيو 1934، وتوفي في 19 يونيو 2017.